# Alfa Romeo Progetto Cinque
De Alfa Romeo Progetto Cinque is een conceptauto en studiemodel van het Italiaanse autohuis Alfa Romeo ontworpen door Zender.